# Kafra, Syria
Kafra (tiếng Ả Rập: كفرة, đã Latinh hoá: Kafrah) là một thị trấn nhỏ ở phía bắc tỉnh Aleppo, tây bắc Syria. Nằm khoảng 35 kilômét (22 mi) phía bắc thành phố Aleppo và 10 km (6,2 mi) về phía đông của Azaz, nó thuộc về hành chính của Nahiya Sawran ở quận Azaz. Các địa phương lân cận bao gồm Jarez 2 km (1,2 mi) về phía tây, Kaljibrin 5 km (3,1 mi) về phía tây nam và Sawran 3 km (1,9 mi) về phía đông. Trong cuộc điều tra dân số năm 2004, Kafra có dân số 2.859.

## Nội chiến Syria
Trong cuộc Nội chiến Syria, Kafra đã trở thành một vị trí chiến lược, do nằm gần thành phố Azaz ở phía tây, và các thị trấn Suran và Ihtaymilat ở phía đông. Các lực lượng ISIL đã chiếm Kafra vào ngày 2 tháng 12 năm 2015 trong một cuộc tấn công theo kế hoạch vào Azaz, nằm dưới sự kiểm soát của lực lượng FSA. Tuy nhiên, cuộc tấn công này chưa bao giờ thành hiện thực khi lực lượng SDF chiếm được con đập quan trọng tại Tishrin ở Tỉnh Aleppo, do đó gây nguy hiểm cho sự kiểm soát của ISIL đối với thành phố Manbij. Mặc dù lực lượng của họ trong khu vực ngày càng bị kéo dài, ISIL đã thực hiện nhiều cuộc tấn công vào tiền tuyến của FSA trước Kafra. Mặc dù điều này dẫn đến việc tiền tuyến thay đổi nhiều lần trong vài tháng tới, nhưng lợi ích của ISIL luôn được chứng minh là tạm thời và Kafra sẽ nhanh chóng trở lại vị trí là một thị trấn tiền tuyến. Trong một cuộc tấn công lớn của lực lượng FSA, Kafra, cùng với nhiều thị trấn khác, đã bị lực lượng FSA bắt giữ vào ngày 10 tháng 10 năm 2016. Một hoạt động khai thác quy mô lớn của lực lượng ISIL trước tiến trình tấn công này của FSA gây cản trở trong khu vực. Các lực lượng ISIL cuối cùng đã buộc phải rút khỏi phần lớn của Tỉnh Aleppo, rút lui về phía Al-Bab.